# Interstate 26
Interstate 26 (afgekort I-26) is een Interstate Highway in de Verenigde Staten. De snelweg begint bij Kingsport (Tennessee) en eindigt in Charleston (South Carolina). 

## Lengte

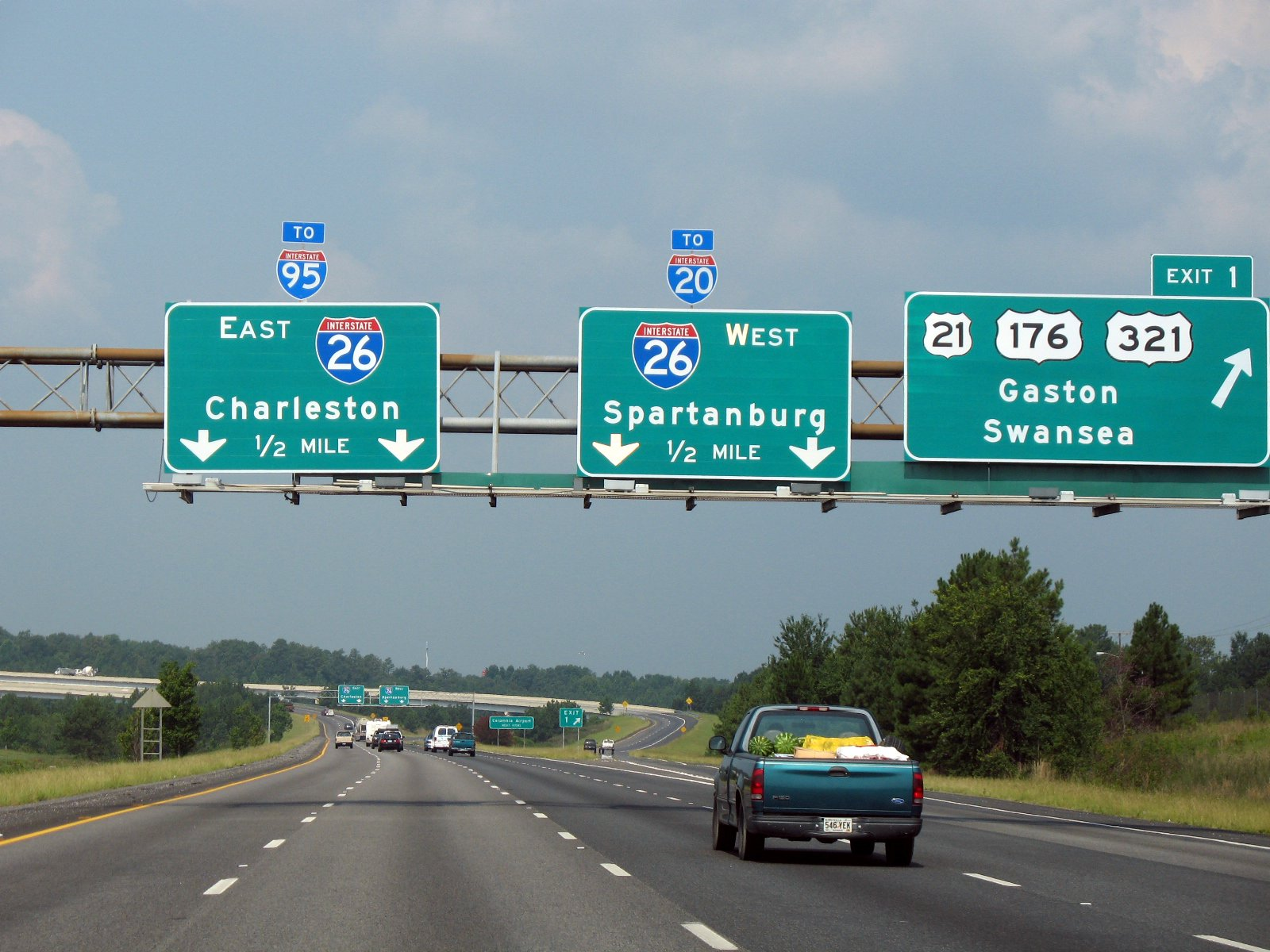
Interstate 26

| Staat          | km  | mijl |  |
|                |     |      |  |
| Tennessee      | 89  | 55   |  |
| North Carolina | 114 | 71   |  |
| South Carolina | 355 | 220  |  |
|                |     |      |  |
| Totaal         | 558 | 347  |  |

## Belangrijke steden aan de I-26
Kingsport - Johnson City - Asheville - Spartanburg - Columbia -
Charleston